# يان هوزر
يان هوزر هو لاعب كرلنغ سويسري، ولد في 19 يناير 1985 في غلروس في سويسرا.

## وصلات خارجية
- يان هوزر على موقع الاتحاد الدولي للكرلنغ (الإنجليزية)
- يان هوزر على موقع اللجنة الأولمبية الدولية (الإنجليزية)
- يان هوزر على موقع أوليمبيديا (الإنجليزية)